# Point Sublime (Gorges du Tarn)
Pour les articles homonymes, voir Point Sublime.

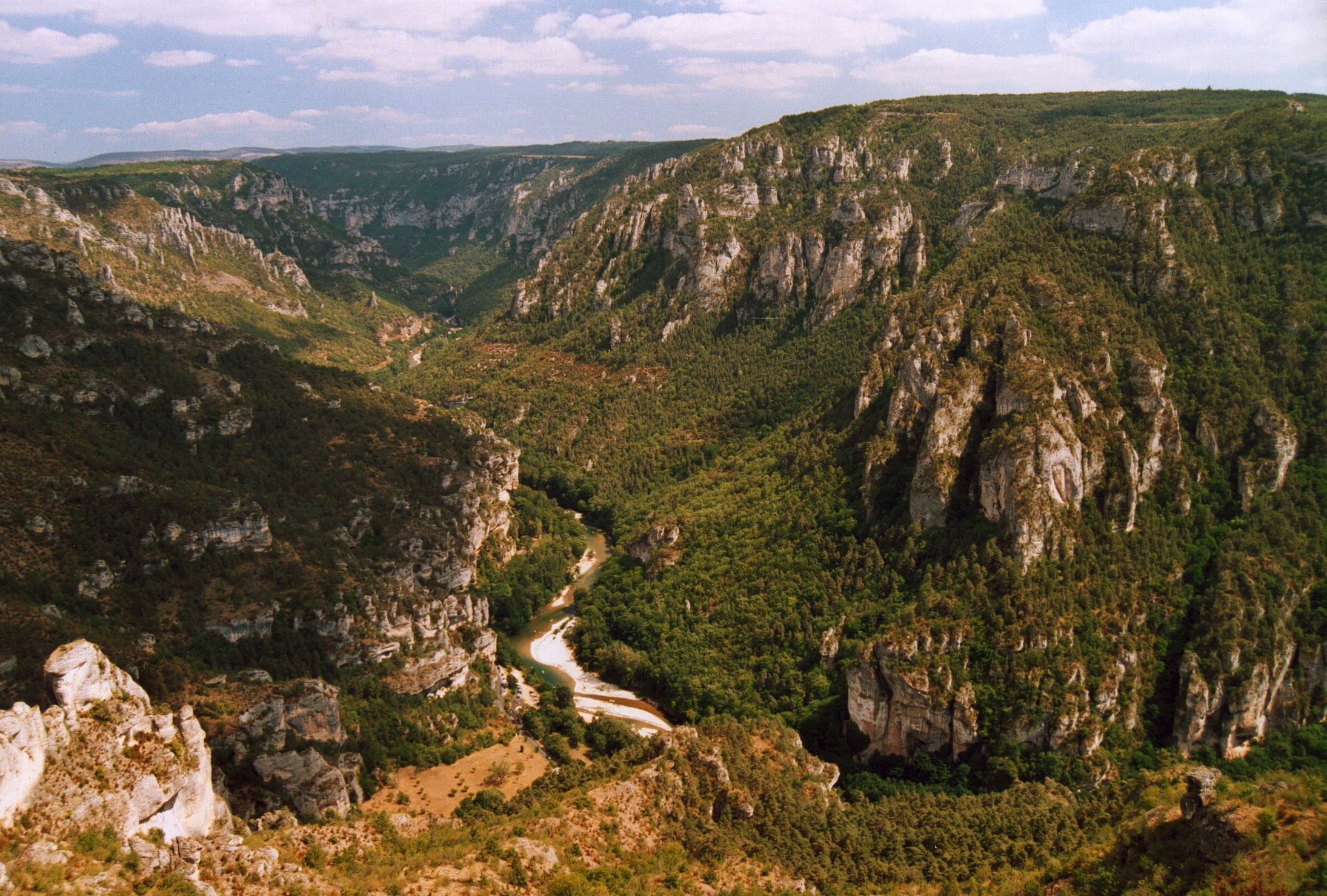
Les gorges du Tarn depuis le point Sublime

Le Point Sublime est un des plus beaux points de vue sur les Gorges du Tarn.

## Géographie
Ce point de vue est situé sur la commune de Saint-Georges-de-Lévéjac, dans le département de la Lozère.
Situé à 870 m d'altitude, le site classé du "Point Sublime" est un des lieux les plus fréquentés des gorges du Tarn. Situé sur le Causse de Sauveterre, le Point-Sublime est un belvédère dominant le Tarn de 470 m situé sur la commune de St Georges de Levejac au dessus du cirque des Baumes. La rivière fait à cet endroit un coude à angle droit, ce qui permet d'avoir un point de vue dans l'axe des gorges aussi bien au sud vers l'aval qu'à l'est vers l'amont.